# 艾草
艾，又稱作艾草、艾蓬、甜艾、香艾、冰臺、艾蒿、灸草、藾蕭、，是菊科蒿属的一種多年生草本植物，分布于亞洲及歐洲地區。在詩經時代，就已經是很重要的民生植物，通常用於鍼灸術的“灸”。
英文名可稱為Asiatic wormwood或mugwort。
艾原产东亚，原生居群可见于中國东部、朝鲜半岛及日本。欧亚大陆多地均有引入。台灣原生的艾草是另一物种——五月艾（Artemisia indica Willd.）。

## 形态
多年生草本，高約50～120 公分，全株被灰白色絨毛，植株具濃烈香氣。葉互生，葉片卵狀橢圓形，羽狀深裂，葉緣有粗齒，表面有白色腺點，葉面綠色，葉背呈綠白色有白絲绒毛。頭狀花序小而多，排成狭長總狀花叢。秋天开花，果實為瘦果長橢圓形，瘦果上有冠毛。花果期9-10月。

## 应用

### 食用
在中国南方的傳統食俗中，艾糍便是一种用艾草為主要原料制成的小吃，用清明前後鮮嫩的艾草和糯米粉按一比二的比例揉合，包上花生、芝麻及白糖等餡料（部分地區會加入綠豆蓉），再將之蒸熟即可食用。
艾草的冬春季的嫩叶相对苦澀味较轻，可作为蔬菜打雞蛋汤（廣東東江流域）。老艾葉則適合曬乾、切斷後烹制肉类，例如广东梅州客家人会将晒干留存的老艾草，塞进鸡肚子里或撒在块状鸡肉上，加姜片蒸熟食用。还可以与桂圆肉、枸杞、党参等汤料一同用小沙袋装起，煲制鸡汤。

### 药用
中国传统医学认为艾草有調經止血、安胎止崩、散寒除濕之效，可治月經不調、經痛腹痛、流產、子宮出血、根治風濕、痛風、月內風、靜心、收驚。民间还认为艾草燉絲瓜可用作缓解頭痛或痛风的偏方。
艾草加工後可做成艾灸，中医中的針灸就是針法和艾灸的統稱。把點燃的艾條放在適當的穴道的皮膚上方，被认为可去除疾病。

### 香氛
汉文化地区有将干燥艾草點燃作熏香的习俗，被认为可避邪、袪濕、袪寒、驱虫。
艾草可用于提煉精油，但也有产品使用的并非本种，而是龍蒿或黄花蒿 。精油可用于床具，洗浴，或按摩，被认为具有促進血液循環、舒筋活絡、怯濕寒之氣等功效

### 文化
中国南方有春季端午節时节将艾草懸掛于大門以避邪的习俗，端午節時進行的洗百病中亦有使用艾草。

## 相似植物
- 回回蒜
相似處：葉片形狀及大小。相異處：氣味，艾草味道清涼，回回蒜氣味難聞，且有毒。誤食會出現噁心、想吐、胸悶等現象，嚴重情況下會呼吸困難導致死亡。
- 野艾蒿
野艾蒿的葉片為鮮綠色細長型比較薄，生長前期表面有短絨毛，葉邊鋸齒紋路深，艾草的葉片為灰綠色較肥大比較厚，絨毛在葉片背面且不會脫落，葉邊鋸齒紋路淺、野艾蒿開花時花朵為橢圓形狀，顏色為橙黃色，艾草開花時顏色為淡黃色，花冠的形狀為高腳杯的形狀、野艾蒿是普通青草味且有淡淡的臭味，艾草有有特有的清香味。野艾蒿點燃時可驅趕蚊蟲。
- 銀膠菊
外來種，主要生長在休耕地或廢棄工地，具有毒性，接觸會產生皮膚發炎、花粉症及過敏性支氣管炎。相似處：皆有短纖毛；相異處：艾草背面呈現灰白絨毛狀，銀膠菊為淺綠色、銀膠菊葉柄為方形（似芹菜）、艾草搓揉後有香味，銀膠菊無香味、銀膠菊開白色小花，艾草花為淡黃色。

## 延伸阅读
[在维基数据编辑]
 《欽定古今圖書集成·博物彙編·草木典·艾部》，出自陈梦雷《古今圖書集成》

## 外部連結
- 野艾 Ye Ai （页面存档备份，存于） 中藥標本數據庫 (香港浸會大學中醫藥學院) （繁體中文）（英文）